# Boa Vista do Tupim
Boa Vista do Tupim – miasto i gmina w Brazylii, w stanie Bahia. Znajduje się w mezoregionie Centro-Norte Baiano i mikroregionie Itaberaba.